# 劉軒丞
劉軒丞（英語：Liu Xuan-Cheng，2004年09月05日—），本名劉錚，中國男演員。2025年，電視劇《逆愛》播出，憑藉劇中姜小帥一角逐漸為大眾熟知。現就讀於天津音樂學院。粉絲名為「鮮橙派」。

## 演藝經歷
2024年，入选2024横店影视节暨第十届“文荣奖”青年演员扶持计划名单。2025年參演的短劇《壞狗》、電視劇《臨江仙》、《逆愛》陸續播出。

## 相關爭議
劉軒丞被網友指控在2023年10月以戀愛名義於直播中誘導網友刷錢並私下轉帳；而這名黃姓女網友表示在其戀愛期間劉某藉此機會獲取經濟利益之外，甚至還用此款項與前女友重新聯繫並旅遊。
針對此經紀公司則發表聲明：「劉先生與黃女士相關爭議已經由司法裁判，劉先生從未存在違法違規行為」、「我司已保全證據，請相關侵權內容發布及傳播者立即刪除，否則我司將採取進一步的法律措施以此維護劉先生」。

## 演出作品

### 電視劇/網路劇
| 年份 | 劇名       | 飾演   | 備註 |
| 2025 | 《臨江仙》 | 茂行   |      |
| 2025 | 《逆愛》   | 姜小帥 |      |
| 2025 | 《壞狗》   | 宋起   |      |

## 公開活動
見面會
- 2025年8月17日於曼谷舉辦「曼谷流光・奇境绽放」粉絲見面會[3]，與《逆愛》搭檔展軒同台

演藝與嘉賓活動
- 2025 微博文化交流之夜（泰國站）[4]

## 獎項及榮譽
| 日期          | 頒獎典禮             | 獎項名稱         |
| 2025年8月16日 | 2025微博文化交流之夜 | 年度海外新锐艺人 |

## 外部連結
- 劉軒丞的新浪微博
- 劉軒丞的Instagram帳戶
- 劉軒丞的抖音账号
- 劉軒丞的小红书账号